# クリソテミス (小惑星)
クリソテミス (637 Chrysothemis) は小惑星帯に位置する小惑星である。マサチューセッツ州タウントンでジョエル・ヘイスティングス・メトカーフによって発見された。
ソポクレスの『エレクトラ』に登場する、アガメムノーンの娘でエーレクトラーの妹のクリュソテミスにちなんで命名された。